# جوليو رينالدي
جوليو رينالدي (بالإيطالية: Giulio Rinaldi)‏ مواليد 13 فبراير 1935 في أنسيو - الوفاة 18 يوليو 2011 في أنسيو، كان ملاكم محترف إيطالي صنّف ضمن فئة الوزن المتوسط. سبق أن شارك في دورة الألعاب الأولمبية الصيفية سنة 1956.

## المسيرة الاحترافية
من نزالاته:
- خسر أمام بيلي ووكر (1967/02/13).
- تعادل مع بوبو أولسون (1962/12/14).
- انتصر على شيك كالدروود (1962/09/28).

## روابط خارجية
- جوليو رينالدي على موقع IMDb (الإنجليزية)
- جوليو رينالدي على موقع بوكس ريك (الإنجليزية) (registration required)
- جوليو رينالدي على موقع أوليمبيديا (الإنجليزية)